# Роджър Хобс
Роджър Хобс (на английски: Roger Hobbs) е американски драматург и писател на произведения в жанра трилър.

## Биография и творчество
Роджър Джон Хобс е роден на 10 юни 1988 г. в Бостън, Масачузетс, САЩ, в семейството на Ранди и Рене Хобс. Посещава начално училище в Харвард, Масачузетс и завършва гимназия във Филаделфия. Пише от ранна възраст и докато е още в гимназията едноактната му пиеса Not Another Divine Comedy печели фестивала за нови произведения в Питсбърг и е изпълнена от Open Stage Company през 2007 г. Есето му за израстването с онлайн медиите „Незабавно съобщение, незабавна приятелка“ е публикувано от „Ню Йорк Таймс“ 2008 г. Следва английска филология в Рийд Колидж в Портланд, който завършва през 2011 г. с дипломна работа за изграждането на съспенса в трилърите на Едгар Алън По. В последната си година н колежа пише първия си роман.
Първият му роман „Призрак“ от поредицата „Джак Уайт“ е издаден през 2013 г. Часове след кървавия обир на голямо казино Джак, който живее като призрак, получава задача в Атлантик Сити, където за 48 часа трябва да открие откраднати милион и половина долара, и е длъжен да реши проблема, защото сам е виновен за провала на голям удар в Куала Лумпур, а в подземния свят за грешките се плаща. Романът става бестселър в списъка на „Ню Йорк Таймс“, номиниран е за наградата „Едгар“ и го прави известен. Правата за екранизация са взети от Warner Brothers.
Вторият му роман от поредицата, „Игри на изчезване“, е издаден през 2015 г., а третата част остава незавършена поради смъртта му. Получава множество награди за признание на творчеството му, включително наградата „Стоманена кама Ян Флеминг“ за най-добър трилър, наградата на критиците на Strand за най-добър първи роман и наградата на „Maltese Falcon Society“ за най-добър роман ноар.
Роджър Хобс умира от свръхдоза наркотици на 14 ноември 2016 г. в Портланд, Орегон, САЩ.

## Произведения

### Серия „Джак Уайт“ (Jack White)
1. Ghostman (2013) - награда „Иън Флеминг”[1][2][3]
Призрак, изд.: ИК „Обсидиан“, София (2013), прев. Боян Дамянов
2. Vanishing Games (2015)
Игри на изчезване, изд.: ИК „Обсидиан“, София (2015), прев. Боян Дамянов

### Пиеси
- Not Another Divine Comedy